# 동물원 사육사 (영화)
《동물원 사육사》(영어: Zookeeper) 혹은 로맨틱 정글은 미국에서 제작된 프랭크 코라치 감독의 2011년 판타지 코미디 영화이다. 케빈 제임스, 로자리오 도슨, 레슬리 비브 등이 출연하였고, 애덤 샌들러 등이 제작에 참여하였다.

## 줄거리
프랭클린 파크 동물원 동물들이 최고의 사육사로 여기는 그리핀은 사실 이 직업 때문에 연애운이 없다. 그리핀이 자동차 영업소로 전직할 것을 고민하자 비상이 걸린 동물들은 그리핀이 동물원을 그만두지 않도록 그리핀의 연애를 성사시킬 묘안을 강구한다. 이들은 인간에겐 말을 걸지 않는다는 동물 세계의 금계를 깨고 그리핀에게 동물들의 다양한 구애 방식을 가르치기로 한다.

## 출연
- 케빈 제임스 - 그리핀 키스 역
- 로자리오 도슨 - 케이트 역
- 레슬리 비브 - 스테퍼니 역
- 조 로건 - 게일 역
- 냇 팩슨 - 데이브 키스 역
- 켄 정 - 베넘 역
- 스테피아나 데라크루즈 - 로빈 키스 역
- 토마스 고트샬크 - 위르겐 역
- 도니 월버그 - 셰인 역
- 브랜던 키너 - 니머 역
- 닉 버카이
- 카트리나 비긴

### 동물
- 톰 우드러프 주니어 - 버니 역 (분장)
- 크리스털 더 멍키 - 도널드 역

### 동물 목소리
- 닉 놀티 - 서부저지고릴라 버니 역
- 실베스터 스탤론 - 아프리카 사자 조 역
- 애덤 샌들러 - 검은머리카푸친 도널드 역
- 저드 애퍼타우 - 인도코끼리 배리 역
- 셰어 - 암사자 역
- 존 패브로 - 불곰 제롬 역
- 페이즌 러브 - 코디악곰 브루스 역
- 마야 루돌프 - 그물무늬기린 몰리 역
- 바스 뤼턴 - 회색늑대 서배스천 역
- 돈 리클스 - 황소개구리 짐 역
- 짐 브루어 - 까마귀 스파이크 역

## 기타 제작진
- 공동 제작: 에이미 킨
- 배역: 저스틴 배들리, 킴 데이비스와그너
- 미술: 커크 M. 페트루첼리
- 세트: 힐턴 로즈머린
- 의상: 모나 메이